# گفول
گفول (به آلمانی: Gföhl) یک شهر در اتریش است که در ناحیه کرمس-لاند واقع شده‌است. گفول ۳٬۷۴۰ نفر جمعیت دارد.